# Барут (Мальшвиц)
Ба́рут или Барт (нем. Baruth bei Bautzen; в.-луж. Bart) — деревня в Верхней Лужице, Германия. Входит в состав коммуны Мальшвиц района Баутцен в земле Саксония. Подчиняется административному округу Дрезден.

## География
Находится примерно в 15 километрах северо-восточнее Баутцена. Через деревню проходит автомобильная дорога S 110, которая соединяет её на юге с деревней Ракойды и на севере — с деревней Зуборничка.
Между Бартом и Раккелем находится липовая аллея, считающаяся памятником природы.
Соседние населённые пункты: на севере — деревня Зуборничка, на северо-востоке — деревня Дубравка, на юго-востоке — деревни Брезецы и Хортница (входит в городские границы Вайсенберга), на западе — деревня Пшивчицы и на северо-западе — деревня Букойна.

## История
Впервые упоминается в 1234 году под наименованием Henricus de Baruth.
C 1950 по 1974 года входила в состав коммуны Дубрауке. С 1974 по 1994 года была административным центром одноимённой коммуны. С 1994 года входит в состав современной коммуны Мальшвиц.
В настоящее время деревня входит в состав культурно-территориальной автономии «Лужицкая поселенческая область», на территории которой действуют законодательные акты земель Саксонии и Бранденбурга, содействующие сохранению лужицких языков и культуры лужичан.
Исторические немецкие наименования
- Henricus de Baruth, 1234
- Baruth, 1319
- Barut, 1400
- Barrudt, 1496
- Barud, 1533
- Baruth, 1658

## Население
Официальным языком в населённом пункте, помимо немецкого, является также верхнелужицкий язык.
Согласно статистическому сочинению «Dodawki k statisticy a etnografiji łužickich Serbow» Арношта Муки в 1884 году в деревне проживало 523 человека (из них — 425 серболужичан (81 %)).
Лужицкий демограф Арношт Черник в своём сочинении «Die Entwicklung der sorbischen Bevölkerung» указывает, что в 1956 году при общей численности в 1018 человека серболужицкое население деревни составляло 46,4 % (из них верхнелужицким языком владело 417 взрослых и 139 несовершеннолетних).
| 1834 | 1871 | 1890 | 1910 | 1925 | 1939 | 1946 | 1950 | 1964 | 1990 | 2011 |
| ---- | ---- | ---- | ---- | ---- | ---- | ---- | ---- | ---- | ---- | ---- |
| 438  | 507  | 465  | 523  | 533  | 648  | 718  | 1122 | 940  | 1493 | 432  |